# Contea di Craighead
La contea di Craighead, in inglese Craighead County, è una contea dello Stato dell'Arkansas, negli Stati Uniti. La popolazione al censimento del 2000 era di 82.148 abitanti. La contea ha due capoluoghi: Jonesboro e Lake City. Il nome le è stato dato in onore al senatore Thomas Craighead.

## Geografia fisica
La contea si trova nella parte orientale dell'Arkansas. Lo United States Census Bureau certifica che l'estensione della contea è di 1.847 km², di cui 1.841 km² composti da terra e i rimanenti 6 km² composti di acqua.

### Contee confinanti
- Contea di Greene (Arkansas) - nord
- Contea di Dunklin (Missouri) - nord-est
- Contea di Mississippi (Arkansas) - est
- Contea di Poinsett (Arkansas) - sud
- Contea di Jackson (Arkansas) - ovest
- Contea di Lawrence (Arkansas) - nord-ovest

### Principali strade ed autostrade
- Interstate 57
- Interstate 555
- U.S. Highway 49
- U.S. Highway 63
- U.S. Highway 67
- Highway 1
- Highway 18
- Highway 92

## Storia
La Contea di Craighead venne costituita il 19 febbraio 1859 da parte dei territori delle contee di Greene, Poinsett e Mississippi.

## Città e paesi
- Bay
- Black Oak
- Bono
- Brookland
- Caraway
- Cash
- Egypt
- Herman
- Jonesboro
- Lake City
- Monette